# Nonpoint
Nonpoint ist eine US-amerikanische Nu-Metal-Band aus Fort Lauderdale, Florida.

## Geschichte

### Die Anfänge (1997–1999)
Die Band gab sich ihren Namen in der damals gerade aufkeimenden Metal-Szene Südfloridas Mitte der 1990er Jahre. Noch vor der Gründung im Jahr 1997 trafen sich die Bandmitglieder von Nonpoint im Oktober 1996, als Andrew Goldman und Kenneth Charman noch in einer anderen Band namens Fuse spielten. Seit ihrer Gründung blieb die Konstellation dieser Band bis heute bestehen. Sie wird angeführt von Sänger Elias Soriano, Gitarrist Andrew Goldman, Bassist Kenneth „KB“ Charman und Drummer Robb Rivera.
Nonpoints erstes Album Separate Yourself erschien im Jahr 1997 im Selbstverlag. Das erste kommerziell veröffentlichte Album Struggle wurde am 18. Mai 1999 unter dem Label Jugular Records veröffentlicht.

### Statement/Development(2000–2002)
Die Band veröffentlichte Statement am 10. Oktober 2000 durch MCA Records. Um sowohl ihr Album als auch die Band selbst zu promoten, ging Nonpoint mit weitbekannten Bands wie Linkin Park, Staind und Sevendust zusammen auf Tournee. Ihre Haupttour jedoch fand im Rahmen des US-Ablegers der Ozzfest-Tour statt. Ein Jahr nach seiner Veröffentlichung erreichte das Album in den Billboard 200 Charts seine Höchstplatzierung auf Platz 166. Die erste Single des Albums What a Day erklomm sogar Platz 24 der Mainstream Rock Charts.
Nonpoints zweites Album Development wurde am 25. Juni 2002 veröffentlicht. Das Album erzielte Platz 52 in den Billboard Charts, während die hieraus einzige veröffentlichte Single Your Signs auf Platz 36 der Mainstream-Rock-Charts landete. Widersprüche machten sich zu dieser Zeit in der Band die Runde, nachdem Frontmann Elias Soriano laut MTV.com äußerte, die Gruppe würde sich melodischem Gesang und musikalischen Wiederholungen auf Development bedienen mit dem Ziel, auf kommerziellen Radiosendern gespielt zu werden. Soriano wurde wie folgt zitiert: „Viele unserer Fans erwarteten etwas eher innovativeres. Allerdings verdienen wir mit unserer Arbeit unser täglich Brot und müssen darauf achten, wie wir die Musik schreiben.“ Zwei Tage später stellte die Band ihre Äußerungen klar. Trotz alledem beendete Nonpoint die Europatour mit einem erfolgreichen Auftreten im Rahmen des zweiten Ozzfest.

### Recoil(2003–2004)
Zwei Jahre nach Development veröffentlichte Nonpoint ihr drittes Album Recoil am 3. August 2004 unter ihrem neuen Label Lava Records. Es landete in den Billboard Charts auf Platz 115 während die erste Single des Albums The Truth Platz 22 der Mainstream Rock Charts erreichte. Eine weitere Single, Rabia wurde später veröffentlicht.

### To the Pain/Live and Kicking(2005–2006)
Nach dem Verlassen von Lava Records unterzeichnete Nonpoint beim Independent-Label Bieler Bros. Records. Der Vize-Eigentümer des Labels, Jason Bieler, produzierte bereits die vorigen drei Alben der Band. Nonpoint meldete sich mit ihrem vierten Album To the Pain am 8. November 2005 zurück. Es erreichte in den Billboard Charts Platz 147 mit etwa 9.000 verkauften Exemplaren während der ersten Woche. Die Single Bullet with a Name stieg bis auf Platz 22 in den Mainstream-Rock-Charts, die zweite Single Alive and Kicking gelang immerhin noch bis auf Platz 36. Die Cover-Version von Phil Collins’ In the Air Tonight, welche ursprünglich auf dem Album Recoil zu finden war, fand Verwendung als Titelmusik des Kinofilms Miami Vice. Sie erschien nachträglich auf Platz 34 der Mainstream Rock Charts.
Später im Jahre 2005 tourte die Band hauptsächlich drei Monate lang zusammen mit Sevendust, bevor die Tour in New Hampshire ihren Abschluss fand. Des Weiteren war Nonpoint auf der dritten Music-as-a-Weapon-Tour mit Disturbed, Stone Sour und Flyleaf unterwegs.
Am 7. November 2006 veröffentlichte Nonpoint die CD/DVD Live and Kicking. Dieses Livealbum wurde während des Auftritts am 29. April 2006 in Fort Lauderdale, Florida aufgenommen. Es wurden 3.475 Exemplare bereits während der ersten Woche verkauft.
Bis zum 31. Januar 2007 wurde To the Pain 118.227 mal in den Vereinigten Staaten verkauft.
Am 8. Februar 2008 veröffentlichten Nonpoint ihr 5. Major-Album, Vengeance.

## Diskografie

### Alben
| Jahr | Titel Musiklabel                 | Höchstplatzierung, Gesamtwochen, AuszeichnungChartsChartplatzierungen (Jahr, Titel, Musiklabel, Platzierungen, Wochen, Auszeichnungen, Anmerkungen) | Anmerkungen                              |
| Jahr | Titel Musiklabel                 | US | Anmerkungen                              |
| ---- | -------------------------------- | --- | ---------------------------------------- |
| 1997 | Separate Yourself Eigenverlag    | — | Erstveröffentlichung: 8. Dezember 1997   |
| 1999 | Struggle Jugular Records         | — | Erstveröffentlichung: 18. Mai 1999       |
| 2000 | Statement MCA Records            | US166 (1 Wo.)US | Erstveröffentlichung: 10. Oktober 2000   |
| 2002 | Development MCA Records          | US52 (3 Wo.)US | Erstveröffentlichung: 25. Juni 2002      |
| 2004 | Recoil Lava Records              | US115 (1 Wo.)US | Erstveröffentlichung: 3. August 2004     |
| 2005 | To the Pain Bieler Bros. Records | US147 (1 Wo.)US | Erstveröffentlichung: 8. November 2005   |
| 2007 | Vengeance Bieler Bros. Records   | US129 (1 Wo.)US | Erstveröffentlichung: 6. November 2007   |
| 2010 | Miracle Rocket Science           | US60 (2 Wo.)US | Erstveröffentlichung: 4. Mai 2010        |
| 2012 | Nonpoint Razor & Tie             | US63 (1 Wo.)US | Erstveröffentlichung: 9. Oktober 2012    |
| 2014 | The Return Razor & Tie           | US39 (1 Wo.)US | Erstveröffentlichung: 30. September 2014 |
| 2016 | The Poison Red Spinefarm Records | US73 (1 Wo.)US | Erstveröffentlichung: 8. Juli 2016       |
| 2018 | X Spinefarm Records              | — | Erstveröffentlichung: 24. August 2018    |

### Singles
- 2001: What a Day
- 2001: Endure
- 2002: Your Signs
- 2004: The Truth
- 2004: Rabia
- 2005: Bullet With a Name
- 2006: Alive and Kicking
- 2006: In the Air Tonight